# Sommevoire
Sommevoire är en kommun i departementet Haute-Marne i regionen Grand Est (tidigare regionen Champagne-Ardenne) i nordöstra Frankrike. Kommunen ligger i kantonen Montier-en-Der som tillhör arrondissementet Saint-Dizier. År 2022 hade Sommevoire 648 invånare.

## Befolkningsutveckling
Antalet invånare i kommunen Sommevoire
| Referens: INSEE |